# Gare de Tourcoing-les-Francs
Gare de Tourcoing-les-Francs egy bezárt vasútállomás Franciaországban, Tourcoing településen.

## Vasútvonalak
Az állomást az alábbi vasútvonalak érintik:
- Somain-Halluin-vasútvonal

## Kapcsolódó állomások
A vasútállomáshoz az alábbi állomások vannak a legközelebb: